# Roberto Miranda (ator)
Roberto Miranda foi um ator brasileiro.
Em 1983, recebeu o troféu APCA, da Associação Paulista dos Críticos de Arte, como melhor ator, por seu trabalho em Amor, Palavra Prostituta.
Trabalhou em vários filmes do cineasta Carlos Reichenbach, como Império do Desejo e Filme Demência.